# Hemska Henry
Hemska Henry (engelska: Horrid Henry) är en brittisk tecknad serie. Henry är en bråkstake som ständigt terroriserar sin omgivning utan att lyckas. Serie som bygger på populära böcker av Francesca Simon och Tony Ross. Serien har bland annat sänds i Sverige i Barnkanalen.
Henrys svenska röst dubbas av Jacob Bergström.